# IC 2178
IC 2178 је спирална галаксија у сазвјежђу Близанци која се налази на листи објеката дубоког неба у Индекс каталогу.
Деклинација објекта је + 32° 30' 47" а ректасцензија 7h 7m 37,6s. Привидна величина (магнитуда) објекта IC 2178 износи 15,0 а фотографска магнитуда 15,8. IC 2178 је још познат и под ознакама CGCG 146-26, NPM1G +32.0129, PGC 20196.